# 仲町出入口
仲町出入口（なかまちでいりぐち）は北海道室蘭市仲町にある国道36号室蘭新道（自動車専用道路区間）のランプ。
日本製鉄室蘭製鉄所構内へ接続する道路と御崎埠頭方面への道路のみに接続しており、産業車両向けのランプとなっている。

## 歴史
- 1977年（昭和52年）12月12日、輪西出入口 - 仲町出入口間が開通[1]。
- 1978年（昭和53年）11月22日、仲町出入口 - 母恋出入口間が開通[2][3]。

## 周辺
- 日本製鉄室蘭製鉄所
- エア・ウォーター輪西工場
- 吉川工業室蘭支店
- JESCO（中間貯蔵・環境安全事業）北海道事業所[4]

## 接続する道路
- 室蘭市道御崎埠頭1号通線[5]

## 隣
室蘭新道（自動車専用道路区間）
輪西出入口 - 仲町出入口 - 御崎出入口